# Un mois à la campagne (film)
Pour les articles homonymes, voir Un mois à la campagne.
Pour plus de détails, voir Fiche technique et Distribution.
Un mois à la campagne (A Month in the Country) est un film britannique réalisé en 1987 par Pat O'Connor. C'est une adaptation du roman éponyme de J. L. Carr, qui met en scène Colin Firth, Kenneth Branagh, Natasha Richardson et Patrick Malahide.
L'action du film se situe dans le Yorkshire rural des années 1920 : un soldat réformé est chargé de restaurer une fresque médiévale découverte dans une église de campagne, mais il est aux prises avec les séquelles psychologiques laissées par la Première Guerre mondiale.
Tourné au cours de l'été 1986 sur une idée originale de Howard Blake, le film était tombé dans l'oubli depuis sa sortie en salle en 1987, et il fallut attendre 2004 pour qu'une bobine originale de 35 mm fût redécouverte grâce aux recherches d'un amateur.

## Synopsis
Au début des années 1920, Tom Birkin (Colin Firth), soldat démobilisé du front, est chargé de restaurer une peinture murale médiévale tout juste découverte dans l'église d’un petit village du Yorkshire, Oxgodby. Ce refuge vers la campagne idyllique du Yorkshire est pour Birkin, encore hanté par les cauchemars de la Première Guerre mondiale, une véritable catharsis : il se fait peu à peu au rythme de vie paisible de ce village retiré, si bien qu'au cours de l'été, il s'affranchit de ses vertiges et ses tics traumatiques.
Simultanément, il se lie d'amitié avec l'archéologue James Moon (Kenneth Branagh), autre ancien combattant, marqué comme lui par les affres du conflit. Moon, lui, est chargé de mettre au jour une mystérieuse tombe, mais bientôt ses recherches le poussent à fouiller le cimetière attenant aux ruines d'une chapelle saxonne voisine.
Birkin est bientôt adopté par la famille anticonformiste du chef de gare, M. Ellerbeck, qui l'invite à déjeuner chaque dimanche ; l’hospitalité des fidèles du village contraste avec celle du clergé local qui, pour tout gîte, tolère d’un Birkin désargenté qu’il dorme à l'étage dans l'église. Les enfants Ellerbeck finissent par obtenir de Birkin qu'il assure l'office de leur chapelle méthodiste un certain dimanche. Il s'éprend d'un amour platonique pour Alice Keach (Natasha Richardson), la jeune femme de l’austère vicaire. Ce dernier (interprété par Patrick Malahide) est présenté comme un homme réactionnaire, défavorable aux travaux entrepris dans son église dans la mesure où la fresque médiévale attise la « superstition » des fidèles.

## Fiche technique
- Réalisation : Pat O'Connor
- Directeur de production : Kenith Trodd
- 1er assistant réalisateur : Bill Craske
- 2e assistant réalisateur : Tim Reed
- Régisseur général : Wayne McCoy
- Régisseur :
- Régisseur adj :
- Image : Kenneth MacMillan
- Création des décors : John Maher, Derek Nice
- Création des costumes : Judy Moorcroft
- Montage : Richard Elton
- Script : Simon Gray
- Durée : 1h36

### Production

#### Du roman au film
Conçu au départ comme un téléfilm, le projet fut revu à la hausse par son producteur, Kenith Trodd, pour en faire un long-métrage. Le titre prévu à l'origine pour ce film était Falling Man. Simon Gray fut chargé d'écrire le scénario, et Pat O’Connor fut choisi comme réalisateur. Contrairement au roman, qui est composé comme un récit autobiographique de Birkin, le film se passe entièrement dans les années 1920, sauf dans les toutes dernières scènes. Dans les premières épures du scénario, Gray avait prévu un narrateur en voix off, mais O'Connor s'aperçut qu'il ne fallait pas raconter l'histoire ainsi : « J'ai senti que si je ne pouvais pas raconter l'histoire au présent, à suggérer le tourment intérieur par le jeu des acteurs, je n'aurais aucune envie de la raconter tout court. »
Il était difficile de réunir les fonds pour le tournage, et ils furent finalement rassemblés par Euston Films (une filiale de Thames Television) et Channel Four Films, qui avaient déjà une expérience heureuse des films à petit budget avec My Beautiful Laundrette.

#### Tournage

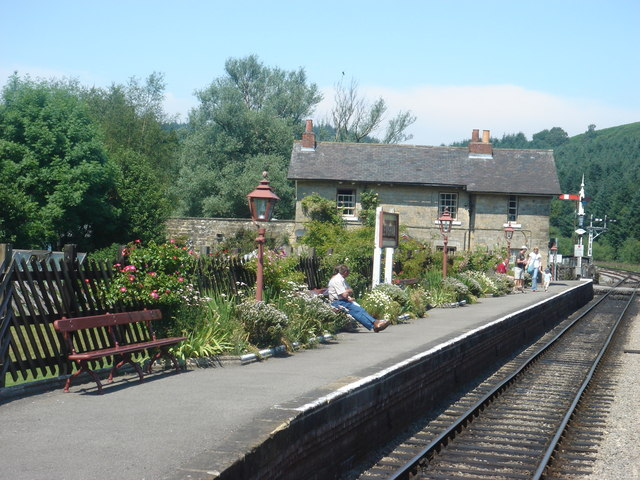
La petite gare de Levisham, sur la North Yorkshire Moors Railway, et la campagne environnante forment les décors de la maison des Ellerbeck.

En réponse au maigre budget du film, la planification du tournage misa sur 28 jours avec une organisation très précise des scènes. Contrainte supplémentaire, Kenneth Branagh ne serait disponible que pendant deux semaines et se produisait de nuit à Londres tous les soirs,.
Bien que l'action soit censée se dérouler dans le Yorkshire, l'essentiel du tournage eut lieu dans le Buckinghamshire, à l'exception de la gare de Levisham  (Yorkshire du Nord) et de ses alentours. Le tournage in situ du film a commencé le 18 août 1986 dans l'église Sainte-Marie de Radnage. Le tournage était constamment reporté compte tenu du mauvais temps : l’été superbe décrit dans le roman ne venait pas, et les scènes durent être tournées entre plusieurs épisodes pluvieux violents. Quant aux scènes d'intérieur, elles ont été tournées à Bray Studios dans le Berkshire.
L’église, qui est l’un des principaux décors du film, a été substantiellement aménagée. Malgré ses nombreuses fresques originales, on y recréa pour l’occasion une fresque pseudo-médiévale, œuvre de l’artiste contemporain  Margot Noyes. Pour susciter l’impression d’une austère église de campagne, les lauzes d’époque victorienne furent remplacées par des pavés de brique pour toute la durée du tournage et les fresques originales de l’église furent recouvertes de draps. On ajouta des pierres tombales supplémentaires dans le cimetière paroissial, dont le grand sarcophage qui est le centre d'intérêt de plusieurs scènes.
Plusieurs habitants du villages furent employés comme figurants pour le film, et on demanda aux enfants de capturer des papillons afin de les relâcher et de produire à la caméra une « impression d’été ». Il y eut cependant une certaine opposition au désordre provoqué par le tournage, et aussi une polémique sur les dégâts causés au crépis intérieur de l'église, qu'il fallut restaurer à la fin du tournage,.

### Musique
La bande originale du film a été composée par Howard Blake, et est interprétée par un orchestre à cordes dans le style cérémoniel propre à la musique édouardienne. Blake observe que ce style a été choisi avec l'idée de créer un contraste avec les enregistrements de musique classique utilisés ici et là dans certaines scènes du film, comme le Quattro pezzi sacri de Verdi (scène de la découverte de la fresque derrière le crépis), et un extrait de la Deutsche Messe (D. 872) de Schubert, "Zum Sanctus: Heilig, heilig ist der Herr", qui accompagne le flashback de la Grande Guerre au tout début du film.
Howard Blake se souvient : « Je suis allé à une projection et j'ai réalisé que ce film était très profond, avec son pacifisme sérieux, mais les éditeurs avaient accompagné les images de musique chorale de leur crû... J'ai dit que j'aimais ce film, et que je trouvais que le mélange de musique orchestrale et vocale marchait très bien ; seulement il était envahissant, et j’étais d'avis qu'on devait en tirer une musique de film, à la fois plus pure, plus expressive et moins sonore ; et je ne pouvais l'imaginer que comme une partition pour cordes uniquement ».
Blake décida de composer sa musique dans la même tonalité que la Messe de Schubert, afin qu'elle coule sans à-coups. Mais au cours des séances d'enregistrement avec l’orchestre, le Sinfonia of London, il trouva que le morceau de Schubert était trop lent, qu'il était par là-même un peu plat, et il dut demander aux musiciens de transposer dans une autre tonalité pour obtenir l'effet qu'il recherchait.
Compte tenu du faible budget du film, Blake accepta, « au lieu d'un salaire raisonnable », de conserver le copyright de sa composition. La partition fut ensuite arrangée en une suite pour orchestre à cordes, et une interprétation par l’English Northern Philharmonia dirigé par Paul Daniel, est disponible sur CD.

## Distribution
Un mois à la campagne aura été la première apparition au cinéma de plusieurs grands acteurs britanniques. Bien que ce fût le troisième long métrage de Colin Firth, ce fut son premier grand rôle. De même, ce fut la première apparition de Kenneth Branagh au grand écran, et la seconde pour Natasha Richardson. Ce sera aussi le dernier rôle de cinéma de David Garth, qui mourra en mai 1988.
- Colin Firth : Tom Birkin
- Kenneth Branagh : James Moon
- Natasha Richardson : Alice Keach
- Patrick Malahide : Révérend J.G. Keach
- Jim Carter : Ellerbeck
- Vicki Arundale : Kathy Ellerbeck
- Martin O'Neil : Edgar Ellerbeck
- Richard Vernon : Colonel Hebron
- Tim Barker : Mossop
- David Garth : Birkin plus âgé

## Réception et récompenses
À sa sortie en 1987, le film reçut un accueil très favorable de la critique. Rita Kempley, du Washington Post indique que « tout cela est très arthurien, avec le chevalier errant, l'atmosphère irréelle, en équilibre entre vérités d’hier et de demain... ». Tom Hutchinson, du Mail on Sunday, loue « un script dont la saveur réside dans le réalisme approximatif des personnages. » Janet Maslin, du New York Times, apprécie la direction d'acteurs de O'Connor, qui selon elle confère au film « un sentiment de regret profond, ainsi qu’une spiritualité davantage appuyée par l'image que par les dialogues. » Desmond Ryan du Philadelphia Inquirer écrivit : « Rarement l'amour impossible aura été évoqué d'une façon aussi poignante que dans les scènes de passion retenue opposant Firth à Richardson. »
Cependant, Nigel Andrews du Financial Times le juge « une fable pastorale trop longtemps laissée à mûrir, et dont les batteries ont fini par être à plat » et Sam Jordison du Guardian, après une projection en 2008, estimait que « bien que ce film soit (inhabituellement) fidèle au roman (...), il n'est rien moins que militant. D'une certaine façon, la magie du roman de J. L. Carr, qui en fait tout le prix, est ici perdue. ».
Ce film a reçu deux récompenses : Pat O'Connor a remporté la Rose d'argent au Festival du film de Bergame en 1987 et Howard Blake le prix Anthony Asquith du British Film Institute pour la meilleure musique en 1988. En outre, Colin Firth a été nommé pour le prix de l’Evening Standard. Ce film a été projeté dans la catégorie Un Certain Regard au Festival de Cannes 1987.

## Version DVD
Après la sortie en salle, le film fut converti en VHS dans une édition recadrée de 1991. Mais lorsque Glyn Watkins, un poète encouragé dans sa jeunesse par J.L. Carr, souhaita que ce film accompagne le lancement de son dernier recueil au National Media Museum de Bradford en 2003, le musée découvrit que les bobines originales en film 35 mm avaient disparu.
Watkins, sans se décourager, contacta d'abord les agents des acteurs et du réalisateur, puis finalement le fan club "Friends of Firth" et "Ken Friends". Il apprit ainsi que le film avait été projeté au National Film Theatre pour une « saison Branagh » en mai 1999 et que Warner Bros., le distributeur américain du film, avait conservé une copie d’une version censurée (92 minutes au lieu de 96 minutes originales) dans un entrepôt de transit. Cependant, les droits sur le film demeuraient une énigme, et ce n'est qu'au bout de plusieurs mois qu'on put établir qu'ils revenaient désormais à Channel 4 : finalement, on effectua un tirage limité du film en DVD Région 2 à la fin 2004. Ce DVD est devenu presque introuvable au Royaume-Uni, mais en 2008, on a retrouvé une copie de la version longue (96 minutes) à l’Academy Film Archive de Los Angeles. Une pétition est en cours pour la restaurer et en faire un tirage DVD.

## Source
- (en) Cet article est partiellement ou en totalité issu de l’article de Wikipédia en anglais intitulé « A Month in the Country (film) » (voir la liste des auteurs).